# Lord Belial
I Lord Belial sono un gruppo musicale svedese di genere death metal/black metal noti per il loro stile anomalo e melodico, formatosi a Trollhättan nel 1992.

## Storia

### Dalla formazione aKiss the Goat
I Lord Belial nacquero nel dicembre del 1992 con il cantante/chitarrista Dark (pseudonimo di Thomas Backelin e precedentemente membro dei Decameron e dei Satanized), il bassista Bloodlord (pseudonimo di Anders Backelin), il batterista Sin (pseudonimo di Micke Backelin ex Vassago) e il chitarrista/cantante Niclas Andersson. La band registrò subito il primo demo, The Art of Dying (1993); il suo sequel del 1994, Into the Frozen Shadows, procurò ai Lord Belial un contratto con l'etichetta svedese di Tomas Nyqvist, la No Fashion Records, con cui pubblicarono il loro album di debutto Kiss the Goat, che vide la luce dopo una serie di problemi di produzione. Il disco che fuoriusciva dallo stile tipicamente black metal per pulizia di suono e struttura dei brani presentava sonorità tra "black, death e melodie medioevali", proponendo un'immagine estrema di se stessi collegata a sonorità spesso molto morbide per questo genere, con una impostazione sonora piuttosto leggera (la band ebbe anche nel suo organico cinque flautisti) che li accompagnerà per tutta la loro carriera.

### DaEnter The Moonlight GateadAngelgrinder
Nella metà del 1997 pubblicarono Enter the Moonlight Gate, seguito da due tour in Svezia. La band andò in tournée anche assieme ai Dismember, Disfear e Satanic Slaughter, prima di pubblicare, nel 1999, Unholy Crusade.
Nel 2001 fu poi la volta di Angelgrinder, l'ultimo album pubblicato per No Fashion Records.

### Dalla Metal Fortress Entertainment alla Regain Records
Nel 2000 la band trovò non pochi problemi con la propria etichetta, che non volle produrre la canzone dalle tematiche esplicitamente razziste Purify Sweden. La diatriba portò i Lord Belial a passare alla Metal Fortress Entertainment, che pubblicò il loro EP Scythe Of Death, per poi firmare con la Regain Records, con cui strinsero un sodalizio per molti anni a venire.
Dopo The Seal Of Belial (2004, Regain Records) e Nocturnal Beast (2005, Regain Records), i Lord Belial abbandonarono le influenze death metal per arrivare ad album più decisamente black con Revelation: The 7th Seal (2006, Regain Records) e  The Black Curse (2008, Regain Records), in cui vengono proposte sonorità old style con titoli come Antichrist Reborn, Trumpets of Doom e Primordial Incantation, mantenendo al contempo i valori di melodia, dinamica e musicalità.
La band si sciolse nel gennaio del 2009 a causa dei crescenti problemi di udito del batterista Micke Backelin. La band entrò in studio nel luglio 2010 per un breve periodo, ma di lì a poco comunicò via social network l'intenzione di non portare avanti il progetto né con nuovi album, né con interviste.
Nel 2013 Thomas Backelin e Micke Backelin proposero alcuni concerti dei Lord Belial con Fredrik Wester alla chitarra ed Adam Chapman al basso.

## Formazione
- Thomas "Dark" Backelin - chitarra, voce (1992-2009, 2010-presente)
- Niclas "Vassago" Andersson - chitarra (1992-2003, 2006-2009, 2010-presente)
- Anders "Bloodlord" Backelin - basso (1992-2009, 2010-presente)
- Micke "Sin" Backelin - batteria (1992-2009, 2010-presente)

## Discografia

### Demo
- 1993 - The Art of Dying
- 1994 - Into the Frozen Shadows

### Album in studio
- 1995 - Kiss the Goat
- 1997 - Enter the Moonlight Gate
- 1999 - Unholy Crusade
- 2002 - Angelgrinder
- 2004 - The Seal of Belial
- 2005 - Nocturnal Beast
- 2007 - Revelation - The 7th Seal
- 2008 - The Black Curse
- 2022 - Rapture

### Raccolte
- 2008 - Ancient Demons
- 2020 - Wrath of Belial

### Split album
- 2002 - Doomed by Death
- 2003 - Purify Sweden

### EP
- 2003 - Scythe of Death

## Videografia

### VHS e DVD
- 2001 - Night Divine
- 2004 - Mark of the Beast